# Škoda T-15
Škoda T-15 — експериментальний німецько-чеський легкий танк часів Другої світової війни, який не був прийнятий на озброєння. Всього було створено 5 одиниць.

## Історія

### Проект легкого розвідувального танка
Проект танка з'явився у 1939 році, вже після окупації німцями Чехословаччини. Лідери чехословацького машинобудування Škoda і ČKD змушені були працювати для проектування німецьких бойових машин: кращим варіантом були легкі танки і допоміжні бронеавтомобілі, так як чехословацькі середні і важкі танки, з точки зору німців, були вже застарілими. У середині 1939 року в OKW пройшла нарада, на якій було прийнято рішення про створення розвідувального танка.
Вермахту був потрібен танк, який був би озброєний гарматою калібру 20 або 37 мм, захищеним лобовим бронюванням товщиною 30 мм, дуже рухливим (розвивати швидкість до 50 км/год). Технічне завдання було видано 15 вересня 1939 року фірмі MAN, а потім до роботи підключилися Škoda-Werke і ВММ. Незабаром підвищилися вимоги: маса обмежувалась 11-13 тоннами, а максимальна швидкість повинна була скласти 60 км/год. Підсумкова специфікація отримала назву WaPruf 6. За роботу взялася Škoda-Werke, яка вирішила використовувати легкий танк LT vz.38 і створити на його основі нову машину. Остання отримала індекс T-15.

### Компонування
Зовні корпус нагадував LT vz.38, проте його елементи не клепались, а зварювалися. Товщина броні варіювалася від 8 мм (днище) до 25-30 мм (борт і лоб корпусу). У передній частині корпусу розміщувалися вузли трансмісії і відділення управління, де знаходилося місце механіка-водія. Середню частину займало бойове відділення, де розміщувався боєкомплект і місце командира танка. На даху башти зі зсувом вліво встановлювалася командирська башточка з перископічним наглядовим приладом.

### Озброєння
Озброєння було встановлено у зварній башті нової форми: в лобовому листу монтувалася установка з 37-мм гармати Škoda A19 і 7,92-мм кулемета MG-34, а наведення на ціль здійснювалося за допомогою монокулярного оптичного прицілу, який був установлений зліва від гармати. Боєкомплект складався з 78 пострілів і 2100 патронів. Гармата стріляла снарядами масою 1650 г., які мали початкову швидкість 782 м/с і на відстані одного кілометра пробивали під прямим кутом броню завтовшки 41 мм. Також використовувалися осколкові гранати масою 1,5 кг, які розвивали початкову швидкість 600 м/с і мали максимальну дальність стрільби у 4000 метрів.

### Двигун
В кормовій частині корпусу розташовувався бензиновий 8-циліндровий двигун Škoda T-15 потужністю 220 кінських сил. Він був оснащений рідинною системою охолодження. Поруч із двигуном встановлювався вентилятор і паливний бак. Бойовий і моторний відсіки поділялися протипожежною броньованою перегородкою. Максимальна швидкість машини становила 50 км/год, а запас ходу — 200 км. Танк долав стінки висотою 0,8 м, рови шириною 1,6 м та броди завглибшки 1 м.

### Ходова частина
Ходова частина танка Т-15 багато в чому повторювала LT vz.38, але мала ряд відмінностей. До її складу входили 4 здвоєних опорних ковзанків з амортизацією на напівеліптичних листових ресорах, три здвоєних підтримують ролик і переднє колесо. Для посилення жорсткості конструкції були додані металеві пластини, що кріпляться до втулок коліс.

## Збірка і доля танків
На початку 1941 року, ще до завершення побудови прототипу, вермахт підписав з фірмою Skoda-Werke контракт на поставку п'яти прототипів, що призначалися для ходових і статичних випробувань. При цьому два танки виготовлялися з неброньової сталі. Прототипи Т-15 повинні були поставити між листопадом 1941 року і березнем 1942, але через провал операції «Барбаросса» цей графік виявився зірваним. Перші тести легких танків Т-15 провели у березні — червні 1942 року, а у липні — жовтні у Куммерсдорфі пройшли повторні випробування. Разом Škoda-Werke зібрала чотири прототипи. Втім, від будівництва п'ятого танка німецька армія відмовилася на початку 1944 року, так як до цього часу у серійному виробництві вже перебував більш досконалий Pz.II Ausf.L. У підсумку танки були просто розібрані, і відпали проекти їх варіантів T-15А, Т-15В, T-15S і Т-16.